# 2MASS J13464634-0031501
2MASS J13464634-0031501 ist ein Brauner Zwerg im Sternbild Virgo. Er gehört der Spektralklasse T7 an. Seine Eigenbewegung beträgt 0,52 arcsec/a, seine Parallaxe 68,3 Millibogensekunden. Das Objekt wurde 2000 von Zlatan I. Tsvetanov et al. entdeckt.